# كونراد ك. هاربر
كونراد ك. هاربر (بالإنجليزية: Conrad K. Harper)‏ هو محامي أمريكي، ولد في 1940.

## وصلات خارجية
- كونراد ك. هاربر على موقع إن إن دي بي (الإنجليزية)